# Blens
Blens is een plaats in de Duitse gemeente Heimbach (Eifel), deelstaat Noordrijn-Westfalen, en telt 300 inwoners.